# Jos Zalokar
Jos Zalokar, slovenski TV voditelj, igralec, politik, podjetnik, in humanitarec, * 10. marec 1949, Ljubljana.
Najbolj znan je kot voditelj in igralec v kultni igrano-dokumentarni mladinski oddaji Periskop (1985-1991) in Potepanja (2003-2006). Leta 1985 je ustanovi eno prvih zasebnih oglaševalskih podjetij v nekdanji Jugoslaviji, še danes ostaja njegov prokurist. Večkrat je neuspešno kandidiral za državnozborskih volitvah na listi Slovenske nacionalne stranke (SNS). Leta 1998 je kot kandidat SNS neuspešno kandidiral za župana Ljubljane. Iz stranke je izstopil, ko za volitve leta 2011 ni bil potrjen za kandidata na listi stranke. Od leta 1968 je 24 let igral ragbi, dolga leta je bil predsednik Rugby zveze Slovenije (do 2014). Od leta 1997 je boter sedmim zapuščenim otrokom.
Leta 2014 je ponovno na listi stranke SNS kandidiral na volitvah za Evropski parlament.
V začetku devetdesetih mu je umrla soproga. Ima dve hčerki, obe poročeni v ZDA, hčerka Nike Zalokar je bila leta 2003 Playboyevo dekle. Je tudi dedek dvema vnukoma.